# Реслманія
WrestleMania (укр. Реслманія) — це головне реслінг-шоу промоушену World Wrestling Entertainment (WWE), яке щорічно проводиться в період з середини березня до середини квітня. WWE є найбільшим у світі промоушеном професійного реслінгу. З моменту прем'єри в 1985 році було проведено 40 таких заходів. Останній, 40-й, відбувся 6 і 7 квітня 2024 року на стадіоні Lincoln Financial Field у Філадельфії, штат Пенсильванія, США. Реслманія була першим в історії WWE шоу з платною трансляцію (PPV) і є найуспішнішим і найтривалішим заходом з професійного реслінгу в історії. Подія транслювалася за традиційним принципом «pay-per-view» з 1985 року, а починаючи з Реслманії XXX у 2014 році, стала першою великою подією WWE, доступною в прямому ефірі наживо. Концепцію Реслманії було розроблено колишнім виконавчим головою WWE Вінсом МакМеном, а назва придумана ринг-анонсером та членом Зали слави WWE Говардом Фінкелем. Це флагманська подія компанії, яка разом з Королівською Битвою, SummerSlam, Survivor Series та Money in the Bank входить до «Великої П'ятірки» - п'яти найбільших щорічних подій WWE.
Широкий успіх Реслманії допоміг трансформувати професійний реслінг. Щорічна подія сприяла злету до зірок кількох найкращих реслерів WWE. Такі знаменитості, як Арета Франклін, Сінді Лопер, Мухаммед Алі, Містер Ті, Майк Тайсон, Дональд Трамп, Флойд Мейвезер-молодший, Snoop Dogg, Роб Гронковскі, Шакіл О'Ніл і Bad Bunny, серед багатьох інших виступали на даних заходах, а деякі брали участь у матчах.
Перша Реслманія відбулася в Медісон-сквер-гарден у Нью-Йорку, там же пройшли 10-а і 20-а. Реслманія III в передмісті Детройта Понтіаку, штат Мічиган, стала найвідвідуванішою спортивною подією в закритих приміщеннях у світі (93 173 вболівальники). Рекорд протримався до 14 лютого 2010 року, коли «Матч всіх зірок НБА 2010» побив рекорд, зібрав 108 713 вболівальників на «Ковбойс-стедіум», перейменованому на AT&T Стедіум, в Арлінгтоні, штат Техас. У 2016 році Реслманія 32 перевершила Реслманію III як найвідвідуваніший захід з професійного реслінгу, коли-небудь проведений в Америці, зібравши 101 763 вболівальників на стадіоні AT&T, хоча компанія розкрила, що цифри відвідуваності були зманіпульовані в маркетингових цілях через дзвінки інвесторів. Всі шоу проходили в північноамериканських містах: 37 - у США і два - в Канаді.
Єдиною Реслманією в історії, яка не транслювалася в прямому ефірі і пройшла без фанатів, була 36-а у 2020 році через пандемію COVID-19. Це була перша велика подія професійного реслінгу, яка постраждала від пандемії. Це також була перша «Манія», яка проводилася протягом двох вечорів. З тої пори кожна Реслманія стала дводенним шоу. Реслманія 37 у 2021 році стала першим заходом WWE, на який повернулися живі глядачі, але зі зменшеною місткістю арени, перш ніж компанія відновила живі виступи з повними трибунами в липні того ж року. Це PPV нині представляють два бренди компанії - RAW і SmackDown.

## Організація

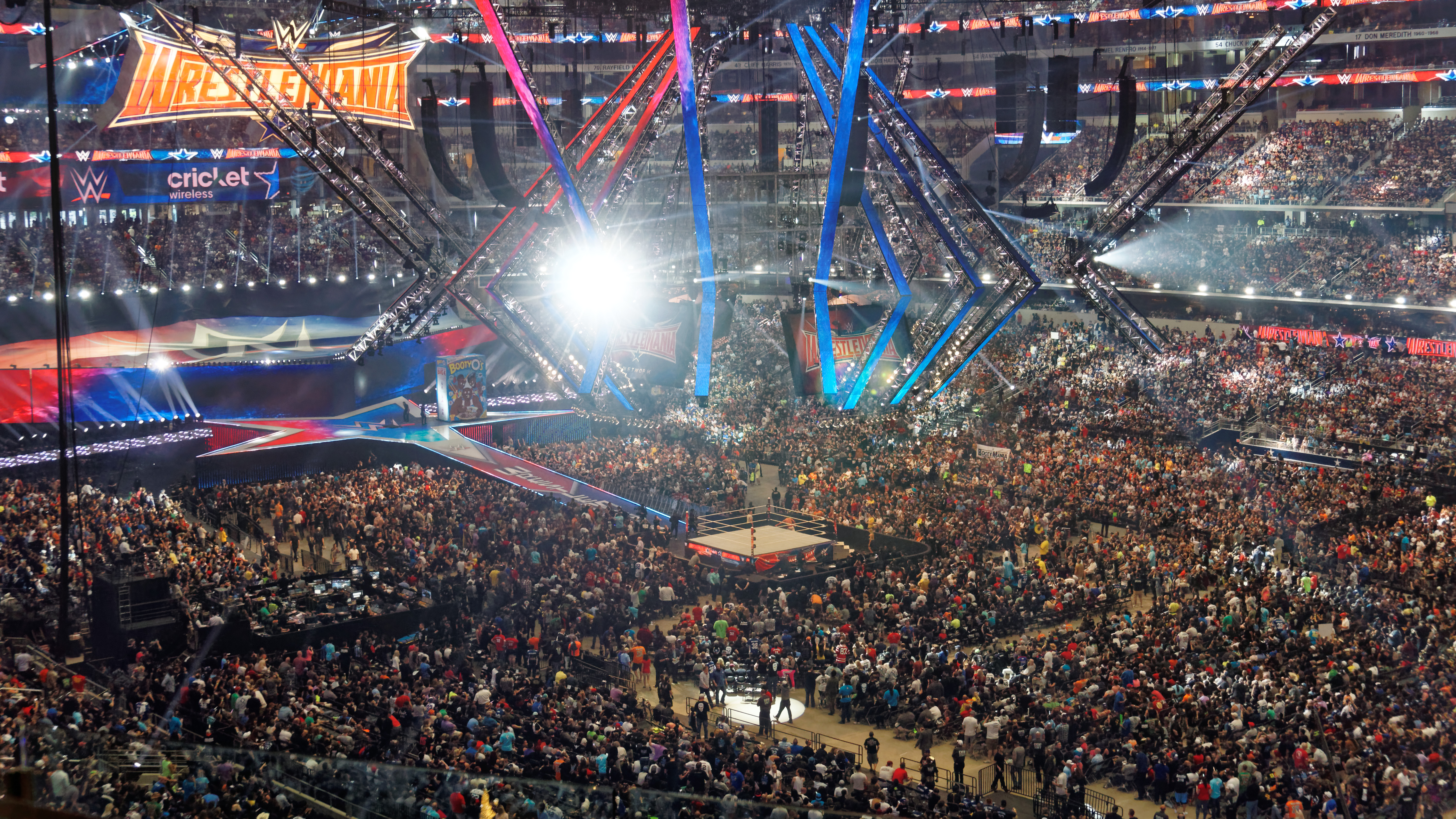
AT&T Стедіум під час Реслманії 32

Більшість подій WrestleMania відбуваються на великих стадіонах у великих містах, а деякі - на спортивних аренах. Подібно до Супербоулу, міста змагаються за право проведення Реслманії кожний рік. Список найбільш відвідуванах подій серії «Реслманія» включає Реслманію III (93 173) в Понтіаку, Реслманію VI (67 678) в Торонто, Реслманію VIII (62 167) в Індіанаполісі, Реслманію X-7 (67 925) у Х'юстоні, Реслманію Х-8 (68 237) знову у Торонто, Реслманію XIX (54 097) у Сіетлі, Реслманію 23 (80 103) у Детройті, Реслманію XXIV (74, 635) в Орландо, Реслманію XXV (72 744) знову у Х'юстоні, Реслманію XXVI (72 219) у Фініксі, Реслманію XXVII (71 617) в Атланті, Реслманію XXVIII (78 363) в Маямі, Реслманію 29 (80 676) в Іст-Ратерфорді, Реслманію XXX (75 167) в Новому Орлеані, Реслманію 31 (76 976) в Санта Кларі та Реслманію 32 (101 763) в Арлінгтоні. З моменту переїзду на великі стадіони та проведення WrestleMania Axxess, подія стимулює місцеву економіку приймаючих міст.
Реслманія зосереджується на матчах у головній/их події/подіях - в першу чергу, за чоловіче Чемпіонство WWE, а також й інші чоловічі світові титули, такі як Чемпіонство світу у важкій вазі старого зразка, Всесвітнє чемпіонство WWE (з 2017 року) та поточне Чемпіонство світу у важкій вазі (з 2024 року), а також матчі за участю таких знаменитостей, як американський футболіст Лоуренс Тейлор або актор Містер Ті. Інші чемпіонські титули WWE також розігруються, тоді як кард шоу також містить гіммікові поєдинки (з нестандартними правилами, учасниками, тощо) та протистояння, пов'язані з особистими ворожнечами (ф'юдами) реслерів.
З 1993 року переможець щорічного матчу Royal Rumble (відомий в Україні як «Королівська Битва») отримує гарантований матч за титул світового чемпіона на Реслманії того ж року (за винятком 2016 року, коли титул чемпіона світу WWE у важкій вазі був призом самого матчу). З введенням Чемпіонства світу у важкій вазі у 2002 році, переможцю також було надано можливість вибору між ним та Чемпіонством WWE. Створення бренду ECW у червні 2006 року дало переможцю Королівської Битви третій варіант - чемпіонство ECW. Ця опція була доступна з 2007 року до ліквідації бренду у 2010 році, однак титул так і не був обраний жодного разу. Розділення брендів закінчилося в 2011 році, а чемпіонство WWE та старе чемпіонство світу у важкій вазі були об'єднані в 2013 році, залишивши перший титул з них єдиним, за який можна було боротися до повторного розділення ростеру на бренди в 2016 році. В рамках нового розділення було створено Всесвітнє чемпіонство WWE як варіант для вибору. Після того, як цей титул і Чемпіонство WWE були об'єднані в Беззаперечне Чемпіонство Всесвіту WWE на Реслманії 38 у 2022 році, вибір уже робити уже було неможливл, але з введенням нового Чемпіонства світу у важкій вазі після Реслманії 39 того ж року, знову з'явились два варіанти: Беззаперечне Всесвітнє Чемпіонство WWE (2-а титули в 1-ому) і нове Чемпіонство світу у важкій вазі. У 2018 році було запроваджено жіночий матч Royal Rumble, переможниця якого отримувала можливість поборотися за титул чемпіонки Raw або SmackDown, які в червні 2023 року були перейменовані на Чемпіонство WWE серед жінок та Чемпіонство світу серед жінок відповідно. Чемпіонські титули NXT: Чемпіонство NXT й жіноче чемпіонство NXT стали додатковими варіантами у 2020 році, але були виключені з переліку у 2022 році після того, як у вересні 2021 року NXT знову стало брендом розвитку талантів.
На Реслманії 21 був представлений матч з драбинами «Money in the Bank». У цьому матчі брали тоді і беруть участь  зараз від шести до десяти учасників і він проходив на шести «Маніях» з 2005-ого по 2010-ий рік, перш ніж став головним матчем власного іменного шоу «Money in the Bank». Проводились два матчі Money in the Bank для обох відповідних брендів WWE: RAW і SmackDown (з 2017 року на однойменному до матчу шоу проводяться два поєдинки, але по одному для чоловіків і жінок - з учасниками, що розподілені між брендами). Учасник, який дістає кейс, підвішений над рингом, виграє контракт, що гарантує йому матч за будь-який титул чемпіона (як правило світовий) в обрані переможцем час і місці протягом одного року, включно з Реслманією наступного року. Це тривало до 2010 року, коли було запроваджено платне шоу Money in the Bank і, таким чином, матч за контракт Money in the Bank був вилучений з карду Реслманій.
Forbes назвав Реслманію одним з найдорожчих світових брендів у спортивних подіях з 2014 по 2019 рік, поставивши на шосте місце з вартістю бренду у 245 мільйонів доларів США у 2019 році після Супербоулу, Літніх Олімпійських Ігор, Фіналу Чотирьох NCAA, Чемпіонату світу з футболу та Плей-офф студентського футболу.

### Коментатори

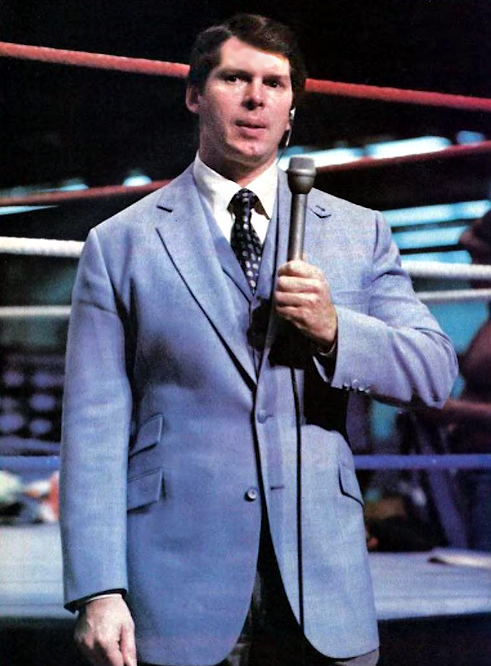
Промоутер Вінс МакМен є одним з ініціаторів створення Реслманії і був коментатором кількох шоу.

На п'яти з перших шести Реслманіях Горилла Монсун і Джессі Вентура були коментаторами (виняток становить Реслманія 2, яка була розділена між трьома майданчиками і Монсун, Вентура і Вінс МакМен були розділені між ними разом з запрошеними коментаторами), в той час як Боббі Хінан, Джин Окерлунд, лорд Альфред Хейз та інші виконували ролі запрошених. Для Реслманії VII і VIII Монсун і Хінан виступили коментаторами. У середині та наприкінці 1990-х років до команди коментаторів входили Вінс МакМен, Джим Росс та Джеррі Лоулер. Після поділу ростеру компанії на бренди в 2002 році, матчі бренду RAW коментували Росс і Лоулер, а матчі SmackDown - Майкл Коул, Тазз, Джон «Бредшоу» Лейфілд і Джонатан Коучмен, а з 2006 по 2010 роки матчі ECW - Джоуї Стайлз і Тазз. На Реслманії 25 була використана перша міжбрендова коментаторська команда з трьох осіб, яка складалася з Джима Росса, Джеррі «Короля» Лоулера та Майкла Коула. Наступного року на Реслманії XXVI Джима Росса замінив Метт Страйкер. На Реслманії XXVII Джим Росс повернувся до коментування разом з Джошем Метьюзом і новим коментатором SmackDown Букером Ті - раптова зміна коментаторів була пов'язана з одиночним матчем між постійними коментаторами Майклом Коулом і Лоулером. Говард Фінкель, якому приписують ідею назви «WrestleMania» у 1984 році, був багаторічним ринг-анонсером і виступав ним на кожному шоу, окрім Реслманії 33, але з моменту розділення на бренди у WWE, Ліліан Гарсія, Тоні Чімел і Джастін Робертс взяли на себе обов'язки ринг-анонсера на матчах своїх брендів. Чотири французькі коментатори також були присутні біля рингу: Жан Брассар і Реймонд Ружо (Реслманія 13), Філіп Шеро і Крістоф Агіус (Реслманія XXX, Реслманія 31, Реслманія 32 і Реслманія 33).
Станом на травень 2024 року коментатори RAW Майкл Коул і Пет МакАфі, а SmackDown - Вейд Барретт (Реслманію поки не коментував) і Корі Ґрейвз.

Часова шкала усіх коментаторів Реслманій:

## Історія

### 1980-ті
Світова федерація реслінгу провела першу Реслманію 31 березня 1985 року в Медісон-сквер-гарден у Нью-Йорку. Головною подією став командний матч між чемпіоном світу WWF у важкій вазі Халком Хоганом і Містером Ті, якого супроводжував Джиммі Снука, проти команди Родді Пайпера і Пола Орндорфа, яких супроводжував «Ковбой» Боб Ортон. Фінансовий успіх та позитивні відгуки заходу забезпечили компанії статус найуспішнішого професійного реслінг-промоушену в США. Таким чином WWF (тодішня назва) випередив таких конкурентів, як Національний Альянс Реслінгу та Американська Асоціація Реслінгу. Реслманія 2 відбулася наступного року і проходила на трьох різних майданчиках по всій країні - Нассау-Ветеранс-Меморіал-колісіум в Юніондейлі, штат Нью-Йорк, Роузмонт-Горайзон (нині Олстейт-арена) в передмісті Чикаго Роузмонті, штат Іллінойс, і Лос-Анджелес-Меморіал-Спортс-арена в Лос-Анджелесі. На кожній з арен відбулися кілька поєдинків, які підвели до головної події, де чемпіон світу WWF у важкій вазі Халк Хоган переміг Кінг Конга Банді в поєдинку в сталевій клітці.
На Реслманії III був встановлений світовий рекорд відвідуваності в приміщенні - 93 173 вболівальники, що також стало найбільшою відвідуваністю в історії професійного реслінгу на той час. Ця подія вважається вершиною буму реслінгу 1980-х років. Щоб переконатися, що кожне місце в Понтіак Сільвердоум буде заповнене, WWF вирішила виключити весь штат Мічиган з платного доступу до трансляції події, що зробило відвідування шоу єдиною можливістю для фанатів з Мічигану побачити його. Подія включала двобій Халка Хогана, який захищав титул чемпіона світу WWF у важкій вазі проти Андре Гіганта, і матч за титул Інтерконтинентального чемпіона WWF у важкій вазі між «Мачо» Ренді Севіджем і Рікі «Драконом» Стімботом. Матч між Севіджем і Стімботом згодом вважатиметься одним з найбільших матчів в історії Реслманії, а багато хто (включаючи Вінса МакМена) визнає, що він «вкрав шоу».
Реслманія IV відбулася в «Конференц-холі Атлантік-Сіті» в Атлантік-Сіті, штат Нью-Джерсі (хоча в ефірі було вказано, що вона проходила в Трамп Плаза, оскільки сусідній готель-казино був головним спонсором заходу). Це був повноцінний турнір, на якому коронували нового чемпіона світу WWF у важкій вазі, а між раундами турніру відбулися чотири позатурнірні поєдинки, які заповнювали часові проміжки. У другому раунді турніру відбувся матч-реванш минулорічної головної події між Халком Хоганом та Андре Гігантом, а Ренді Севідж у фіналі переміг Теда ДіБіасі і здобув чемпіонський титул.
Наступна подія, Реслманія V, повернула змагання до Атлантік-Сіті, де Халк Хоган переміг Ренді Севіджа у матчі за титул чемпіона світу WWF у важкій вазі, який Севідж завоював попереднього року. На сьогоднішній день це єдиний випадок, коли Реслманія проводилися поспіль в одному і тому ж місці. Під час заходу також відбувся дебют на рингу Шона Майклза, який згодом отримав прізвисько «Містер Реслманія».

### 1990-ті
Перша Реслманія, що відбулася за межами Сполучених Штатів - Реслманія VI, яка проходила в Скайдоум (нині Rogers Centre) в Торонто, Онтаріо, Канада. У головному поєдинку шоу Останній Воїн виграв титул чемпіона світу WWF у важкій вазі у Халка Хогана. Наступного року подія повернулася до Сполучених Штатів в рамках Реслманії VII, яка спочатку була запланована для проведення у Лос-Анджелес Меморіал Колізеум під відкритим небом. Однак шоу було перенесене до сусідньої критої спортивної арени «Los Angeles Memorial Sports Arena» після низьких продажів квитків, які по телебаченню прикрили під міркуваннями безпеки, пов'язаних з війною в Перській затоці та втечею сержанта Слотера до Іраку за сюжетом. На цьому шоу Халк Хоган зустрівся у двобої з Сержантом Слотером за титул чемпіона світу WWF у важкій вазі, в той час як Трунар дебютував на Реслманії, перемігши Джиммі Снуку. Після цього Трунар залишався непереможеним у 21-ому матчі поспіль на Реслманіях, поки не програв Броку Леснару на Реслманії XXX у 2014 році. Наступне шоу, Реслманія VIII, відбулося в «Hoosier Dome», де «Мачо» Ренді Севідж переміг Ріка Флера у матчі за титул чемпіона світу WWF у важкій вазі, а Халк Хоган переміг Сіда Джастіса по дискваліфікації.

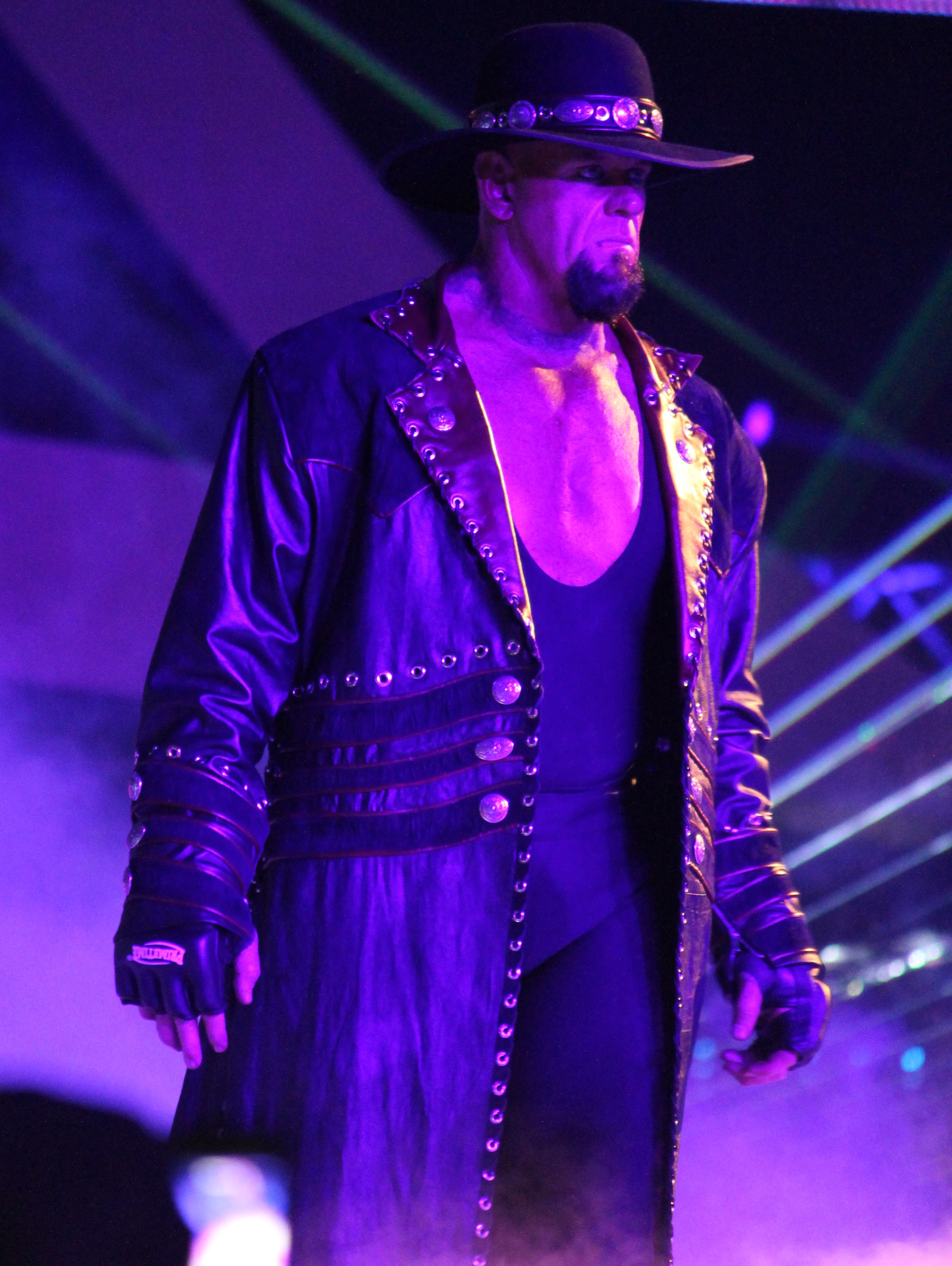
Трунар має рекорд у 21 перемогу поспіль на Реслманіях із загальним рахунком 25-2.

Реслманія IX стала першою Реслманією, що проходила на відкритому майданчику. Це також був перший і єдиний раз в історії, коли титул чемпіона світу WWF у важкій вазі переходив двічі з рук в руки. Йокодзуна переміг Брета Харта і став чемпіоном світу WWF у важкій вазі, але потім програв його Халку Хогану в імпровізованому матчі. На Реслманії X захід повернувся до Медісон-сквер-гарден. На ньому Оуен Гарт переміг свого старшого брата Брета, а також відбувся матч з драбинами за титул Інтерконтинентального чемпіона WWF, в якому Рейзор Рамон переміг Шона Майклза. Брет, який раніше зазнав поразки, в головному поєдинку виграв титул чемпіона світу WWF у важкій вазі у Йокодзуни. Брет - перший реслер в історії Реслманії, який програв свій перший матч і повернувся, щоб виграти чемпіонський титул WWF у важкій вазі в головному бою в межах однієї «Манії». Після невдалої спроби відібрати титул у Дизеля на Реслманії XI, Майклз переміг Брета Харта і завоював титул чемпіона світу WWF у важкій вазі в 60-хвилинному матчі за правилами «Залізна Людина» на Реслманії XII. Матч отримав широке визнання. На цьому заході також відбулося повернення Останнього Воїна, який переміг Хантера Херста Хелмслі (пізніше відомого як Тріпл Ейч) у дебютному для останнього поєдинку на Реслманіях.
На Реслманії 13 зійшлися Брет Гарт і «Льодова Брила» Стів Остін у поєдинку з больовими, який отримав багато схвальних відгуків, а в головному бою Трунар переміг Сайко Сіда і здобув титул чемпіона світу WWF у важкій вазі. Матч між Гартом та Остіном багато фанатів вважають одним з найкращих поєдинків професійного реслінгу всіх часів, а за версією IGN він був визнаний найкращим в історії Реслманії і посів перше місце в їхньому списку 20 найкращих матчів Реслманії всіх часів. Різні інші джерела також називають цей матч найбільшим матчем Реслманії всіх часів.
На Реслманії XIV Остін переміг Шона Майклза і став новим чемпіоном світу WWF у важкій вазі в матчі, в якому Майк Тайсон виступав спеціальним рефері. Хоча Тайсон був фанатом Майклза та його угруповання D-Generation X, виявилося, що Тайсон весь час був прихильником Остіна, оскільки він особисто відрахував утримання і оголосив Остіна переможцем. На цьому ж турнірі вперше билися Трунар і Кейн, а перемогу здобув Трунар. Наступного року на Реслманії XV Остін переміг Скелю і повернув собі титул чемпіона WWF. Це була перша з трьох зустрічей на Реслманії між Остіном і Скелею в суперництві двох найвидатніших і найпопулярніших зірок епохи Відносин (англ. Attitude Era).

### 2000-ні
На Реслманії 2000 відбувся перший в історії тристоронній матч з драбинами за титул чемпіона WWF, в якому брали участь Брати Гарді (Джефф Гарді та Метт Гарді), Брати Дадлі (Бубба Рей Дадлі та Ді-Вон Дадлі), а також Едж та Крістіан. Головною подією став успішний захист чемпіоном WWF Тріпл Ейчем свого титулу у чотиристоронньому поєдинку проти Скелі, Біг Шоу та Міка Фоулі. Цей матч було названо «МакМен у кожному кутку», оскільки Тріпл Ейча супроводжувала Стефані МакМен, Скелю - Вінс МакМен, Біг Шоу - Шейн МакМен, а Міка Фоулі - Лінда МакМен.
На Реслманії X-Сім «Льодова Брила» переміг Скелю і повернув собі титул чемпіона WWF. На заході також відбулася «вулична бійка» Вінса і Шейна МакМенів, а Едж і Крістіан виграли командне чемпіонство WWF проти Братів Гарді і Братів Дадлі у другому матчі зі столами, драбинами і стільцями. Ця подія стала вершиною буму реслінгу 1990-х років. Це також була перша Реслманія, проведена після розпаду й подальшої купівлі WWF свого конкурента - World Championship Wrestling (WCW) і закінчення понеділкових телевійн. Подія отримала високу оцінку. У 2013 році WWE випустила список «15 найкращих платних шоу за всю історію», в якому Реслманія X-Сім посіла перше місце.
Реслманія X8 була останньою, яка проводилася під назвою компанії «WWF» і на ній Тріпл Ейч переміг Кріса Джеріко та завоював титул Беззаперечного Чемпіона WWF. Остін, Скеля та Трунар перемогли Скотта Холла, Халка Хогана та Ріка Флера відповідно, всі вони повернулися до компанії після виступів у WCW. Крім того, Роб Ван Дам виграв своє перше Інтерконтинентальне чемпіонство у своєму дебюті на Реслманії.
На Реслманії XIX, яка стала першою після перейменування компанії на World Wrestling Entertainment (WWE), відбувся останній матч «Льодової Брили». У ньому він втретє (на Реслманіях) зустрівся зі Скелею, поклавши край їхній багаторічній ворожнечі. Крім того, Халк Хоган переміг Вінса МакМена, а Шон Майклз взяв участь у своєму першому за п'ять років матчі на Реслманії, перемігши Кріса Джеріко. Чемпіон світу у важкій вазі (версія титулу 2002 - 2013 років) вперше захищав свій пояс на цьому заході - Тріпл Ейч зберіг чемпіонство у матчі проти Букера Ті, а Брок Леснар переміг Курта Енгла і здобув титул чемпіона WWE.

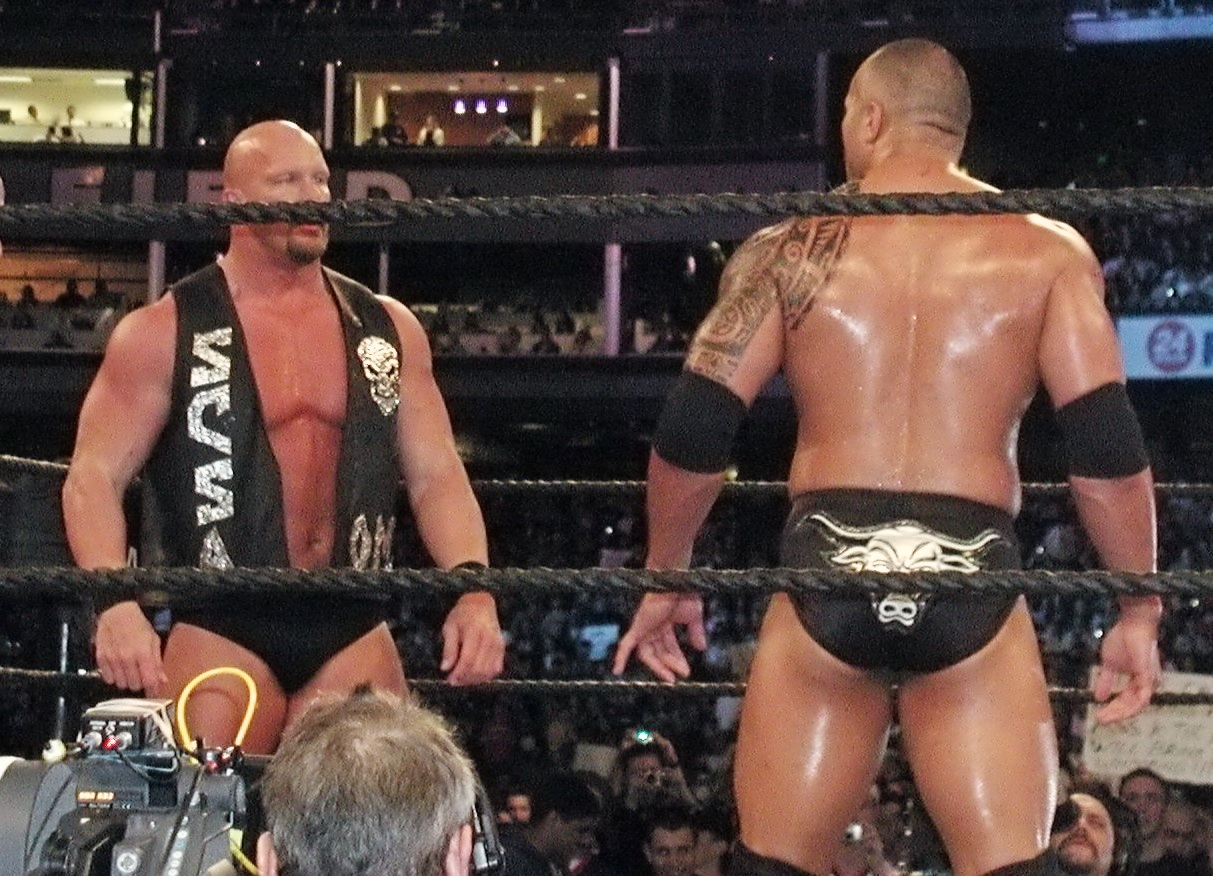
Скеля проти «Льодової Брили» Стіва Остіна на Реслманії XIX у їхньому третьому і останньому поєдинку на Реслманіях

WWE відсвяткувала 20-ту річницю Реслманії у Медісон-сквер-гарден, провівши Реслманію XX. На шоу Трунар (який повернувся до свого образу Мерця) переміг Кейна без маски у їхній другій зустрічі на ринзі. Едді Герреро переміг Курта Енгла і зберіг титул чемпіона WWE, а Кріс Бенуа переміг Тріпл Ейча та Шона Майклза і завоював чемпіонство світу у важкій вазі. Також на заході пройшов поєдинок Rock 'n' Sock Connection (Скеля і Мік Фолі) проти Еволюції (Батіста, Ренді Ортон і Рік Флер) у гандикап-матчі 2-на-3, який став останнім матчем Скелі перед семирічною паузою. Також, «Льодова Брила» був залучений запрошеним рефері у міжпромоутерському одиночному поєдинку між суперзірками Броком Леснаром (який повернеться в компанію через вісім років) і Голдбергом (який повернеться через 12 років). Зал слави WWE також був відновлений і став щорічним вступним шоу, яке проводилося за ніч або за тиждень до Реслманії.
На Реслманії 21 було запроваджено концепцію матчу з драбинами «Money in the Bank» - поєдинку шести учасників, в якому над рингом підвішується кейс з контрактом, який гарантує учаснику-переможцю (в даному випадку від бренду RAW) поєдинок за титул чемпіона світу в будь-який час і в будь-якому місці за їхнім вибором протягом одного року аж до Реслманії наступного року. Едж виграв перший такий матч. У головних подіях - чемпіонство WWE та чемпіонство світу у важкій вазі перейшло до Джона Сіни та Батісти відповідно. Вони перемогли Джона «Бредшоу» Лейфілда та Тріпл Ейча у відповідних поєдинках. Останній матч Едді Герреро на Реслманії відбувся саме на 21-ій проти Рея Містеріо, перш ніж Едді помер пізніше того ж року. На цьому заході також відбулося повернення «Льодової Брили» Стіва Остіна після річної перерви, а Курт Енгл переміг Шона Майклза в високо оціненому двобої.